# 25. бродска бригада
25. бродска бригада НОВЈ формирана је 29. новембра 1943. године у Ораховици од делова Диљског партизанског одреда и делова 12. славонске бригаде. Имала је три батаљона са 680 бораца. Дејствовала је у саставу Источне групе НОП одреда. 

## Ратни пут бригаде
Бригада је 10. октобра 1943. успешно напала немачку посаду у Гашинцима. До краја месеца уништила је противавионску батерију у предграђу Славонског Брода, разбила немачку посаду у Горјанима и с Осјечким НОП одредом по други пут ослободила Гашинце, а 3. новембра ушла је у састав 12. славонске дивизије. У новембру и децембру борила се код Слатине, на неколико места рушила пругу Вировитица-Цабуна и заузела окупаторска упоришта Чачинце и Горјане. Током јануара и фебруара 1944. водила је борбе код Нове Градишке и вршила диверзије на пругама Плетерница-Батрина и Београд−Загреб у ширем подручју Славонског Брода, а 5. марта напала је Пћелић. С 21. славонском бригадом разбила је 5. априла 15. усташку бојну и ослободила Слатину, а 8. маја водила је борбе против делова домобранске 8. ловачке пуковније на Равној гори. Учествовала је у борбама за Велики Грђевац 20. јуна и за Лудбрег 2. августа. У августу је ослободила Скендеровац и нападала делове 8. ловачке пуковније у Кукуњевцу и Липовљанима. С 28. славонском дивизијом пребацила се 14. септембра преко Саве код Славонског Кобаша у Босну, где је водила борбе с четничким снагама код Пурачића, на Мајевици и крај Кораја.
Почетком октобра 1944. ушла је у састав 12. војвођанског корпуса НОВЈ. Дана 5. октобра пребацила се код Бање Ковиљаче у Србију, а 14. октобра учествовала је у борбама за ослобођење Београда. На подручју Обреновца заробила је крај Умке већу групу немачких војника из 1. брдске дивизије. У раздобљу од децембра 1944. до марта 1945. водила је повремене борбе против немачких и четничких снага на подручју Зворника, Бијељине и Јање. Током травња учествовала је у ослобођењу Добоја, Босанске Градишке, Костајнице и Босанске Костајнице, а 5. маја водила је последњу борбу, за ослобођење Петриње.
25. бродска бригада је за своје напоре током рата 1961. године била одликована Орденом заслуга за народ са златном звијездом и Орденом братства и јединства са златним вијенцем.